# Formule E seizoen 2019-2020
Het FIA Formule E seizoen 2019-2020 was het zesde seizoen van het FIA Formule E-kampioenschap, een autosportkampioenschap voor elektrisch aangedreven voertuigen dat door het bestuursorgaan van de autosport, de Fédération Internationale de l'Automobile (FIA), wordt erkend als de hoogste klasse van competitie voor elektrische raceauto's.
Op 13 maart werd het seizoen tijdelijk onderbroken als reactie op de coronapandemie. Tijdens deze schorsing organiseerde de Formule E een E-sports raceserie genaamd Formula E Race at Home Challenge. Het seizoen werd hervat en eindigde in augustus met zes races binnen negen dagen op het Tempelhof Airport Street Circuit.
António Félix da Costa behaalde met nog twee races te gaan zijn eerste kampioenschap in de Formule E. Zijn team DS Techeetah werd voor de tweede keer op rij kampioen bij de teams.

## Veranderingen regelgeving

### Technische reglementswijzigingen
- Het gebruik van "tweelingmotoren", oftewel twee motoren in een auto, wordt verboden.
- In de "Attack Mode" wordt het vermogen van de auto's verhoogd van 225 kW naar 235 kW.
- Coureurs mogen de "Attack Mode" niet meer activeren tijdens een Full Course Yellow en safetycarperiodes.
- Voor elke minuut van de race die zich afspeelt tijdens Full Course Yellow- of safetycarsituaties, wordt er 1 kWh afgetrokken van de totaal beschikbare energie, gemeten vanaf het moment dat de race werd geneutraliseerd.

### Sportieve reglementswijzigingen
- Wanneer een race wordt onderbroken, wordt de klok gestopt, tenzij de wedstrijdleider een andere beslissing maakt.
- De snelste coureur in het eerste deel van de kwalificatie ontvangt een kampioenschapspunt.

## Teams en coureurs
Alle teams gebruikten het Spark SRT05e chassis en Michelin all weather banden.
| Team                             | Fabrikant            | No. | Coureur                | Ronden |
| -------------------------------- | -------------------- | --- | ---------------------- | ------ |
| Envision Virgin Racing           | Spark-Audi           | 2   | Sam Bird               | Alle   |
| Envision Virgin Racing           | Spark-Audi           | 4   | Robin Frijns           | Alle   |
| NIO 333 FE Team                  | Spark-NIO            | 3   | Oliver Turvey          | Alle   |
| NIO 333 FE Team                  | Spark-NIO            | 33  | Ma Qing Hua            | 1-5    |
| NIO 333 FE Team                  | Spark-NIO            | 33  | Daniel Abt             | 6-11   |
| Mercedes-Benz EQ Formula E Team  | Spark-Mercedes       | 5   | Stoffel Vandoorne      | Alle   |
| Mercedes-Benz EQ Formula E Team  | Spark-Mercedes       | 17  | Nyck de Vries          | Alle   |
| GEOX Dragon                      | Spark-Penske         | 6   | Brendon Hartley        | 1-5    |
| GEOX Dragon                      | Spark-Penske         | 6   | Sérgio Sette Câmara    | 6-11   |
| GEOX Dragon                      | Spark-Penske         | 7   | Nico Müller            | Alle   |
| Audi Sport ABT Schaeffler        | Spark-Audi           | 11  | Lucas di Grassi        | Alle   |
| Audi Sport ABT Schaeffler        | Spark-Audi           | 66  | Daniel Abt             | 1-5    |
| Audi Sport ABT Schaeffler        | Spark-Audi           | 66  | René Rast              | 6-11   |
| DS Techeetah                     | Spark-DS Automobiles | 13  | António Félix da Costa | Alle   |
| DS Techeetah                     | Spark-DS Automobiles | 25  | Jean-Éric Vergne       | Alle   |
| TAG Heuer Porsche Formula E Team | Spark-Porsche        | 18  | Neel Jani              | Alle   |
| TAG Heuer Porsche Formula E Team | Spark-Porsche        | 36  | André Lotterer         | Alle   |
| ROKiT Venturi Racing             | Spark-Mercedes       | 19  | Felipe Massa           | Alle   |
| ROKiT Venturi Racing             | Spark-Mercedes       | 48  | Edoardo Mortara        | Alle   |
| Panasonic Jaguar Racing          | Spark-Jaguar         | 20  | Mitch Evans            | Alle   |
| Panasonic Jaguar Racing          | Spark-Jaguar         | 51  | James Calado           | 1-9    |
| Panasonic Jaguar Racing          | Spark-Jaguar         | 51  | Tom Blomqvist          | 10-11  |
| Nissan e.dams                    | Spark-Nissan         | 22  | Oliver Rowland         | Alle   |
| Nissan e.dams                    | Spark-Nissan         | 23  | Sébastien Buemi        | Alle   |
| BMW i Andretti Motorsport        | Spark-BMW            | 27  | Alexander Sims         | Alle   |
| BMW i Andretti Motorsport        | Spark-BMW            | 28  | Maximilian Günther     | Alle   |
| Mahindra Racing                  | Spark-Mahindra       | 64  | Jérôme d'Ambrosio      | Alle   |
| Mahindra Racing                  | Spark-Mahindra       | 94  | Pascal Wehrlein        | 1-5    |
| Mahindra Racing                  | Spark-Mahindra       | 94  | Alex Lynn              | 6-11   |

### Wijzigingen bij de teams
- Het Mercedes-Benz EQ Formula E Team treedt toe tot het kampioenschap, terwijl het voormalige team en partner van Mercedes HWA zich bezighoudt met de activiteiten op de baan.
- Het TAG Heuer Porsche Formula E Team treedt toe tot het kampioenschap.
- ROKiT Venturi Racing stapt over van een eigen aandrijflijn naar een aandrijflijn van Mercedes.
- Het NIO 333 FE Team is verkocht aan Lisheng Racing, maar gaat verder onder het merk NIO. Het team gebruikt niet zijn eigen aandrijflijnen en heeft in plaats daarvan de aandrijflijn van vorig jaar overgenomen van GEOX Dragon.

### Wijzigingen bij de coureurs
- Neel Jani keerde terug naar de Formule E als TAG Heuer Porsche Formula E Team.
- André Lotterer stapte over van DS Techeetah naar TAG Heuer Porsche Formula E Team.
- Maximilian Günther verhuisde van GEOX Dragon naar BMW i Andretti Motorsport en verving António Félix da Costa.
- António Félix da Costa verhuisde van BMW i Andretti Motorsport naar DS Techeetah en verving André Lotterer.
- 2019 Formule 2-kampioen Nyck de Vries maakte zijn Formule E-debuut bij het Mercedes-Benz EQ Formule E-team.
- GEOX Dragon tekende twee rookies, met 2015 en 2017 World Endurance Champion Brendon Hartley samen met Nico Müller.
- Stoffel Vandoorne stapt over van het HWA Team naar het Mercedes-Benz EQ Formula E Team. Hij wordt hier de teamgenoot van de debuterende Nyck de Vries.
- De 2017 World Endurance Champion James Calado maakte zijn debuut bij Panasonic Jaguar Racing en verving Alex Lynn.
- Ma Qinghua keerde terug naar de Formule E in NIO 333 FE Team, ter vervanging van Tom Dillmann.

#### Tijdens het seizoen
- Daniel Abt werd ontslagen door Audi Sport ABT Schaeffler omdat hij valsspeelde in de Race at Home Challenge. Hij werd vervangen door René Rast.
- Pascal Wehrlein verliet Mahindra Racing in juni 2020. Hij werd vervangen door Alex Lynn.
- Ma Qing Hua kon niet deelnemen aan de laatste zes races in Berlijn vanwege de reisbeperkingen veroorzaakt door de coronapandemie. Hij werd vervangen door Daniel Abt.
- Brendon Hartley verliet GEOX Dragon in juli 2020. Hij werd vervangen door Sérgio Sette Câmara.
- James Calado miste de laatste twee rondes in Berlijn met Panasonic Jaguar Racing vanwege zijn verplichtingen in het FIA World Endurance Championship. Hij werd vervangen door Tom Blomqvist.

## Kalender en uitslagen
Het kampioenschap 2019-2020 zou worden verreden over veertien ronden in Europa, Afrika, Azië, het Midden-Oosten, Noord-Amerika en Zuid-Amerika. De lay-outs zijn op stratencircuits, behalve de ePrix van Mexico-Stad, die werd gehouden op een permanent wegparcours, en de ePrix van Berlijn, die werd gehouden op de toegangswegen van Tempelhof Airport.
Wijzigingen in de kalender
- De ePrix' van Hongkong, Monte Carlo en Bern waren verdwenen van de kalender.
- De ePrix' van Seoel en Jakarta waren nieuw op de kalender.
- De ePrix van Londen stond voor het eerst sinds het seizoen 2015-2016 op de kalender op het nieuwe ExCeL London Circuit.
- De ePrix van Ad Diriyah werd gehouden over twee races, terwijl de ePrix van New York over een enkele race wordt gehouden.
- De ePrix' van Sanya, Rome, Parijs, Seoel, Jakarta, New York en Londen werden afgelast vanwege de coronapandemie. In plaats hiervan werd de ePrix van Berlijn gehouden als seizoensafsluiter met zes races in negen dagen.

| Ronde | Naam                  | Circuit                                           | Datum            | Pole position          | Snelste ronde          | Winnende coureur       | Winnend team                    | Verslag |
| ----- | --------------------- | ------------------------------------------------- | ---------------- | ---------------------- | ---------------------- | ---------------------- | ------------------------------- | ------- |
| 1     | ePrix van Ad Diriyah  | Riyadh Street Circuit                             | 22 november 2019 | Alexander Sims         | Daniel Abt             | Sam Bird               | Envision Virgin Racing          | Verslag |
| 2     | ePrix van Ad Diriyah  | Riyadh Street Circuit                             | 23 november 2019 | Alexander Sims         | António Félix da Costa | Alexander Sims         | BMW i Andretti Motorsport       | Verslag |
| 3     | ePrix van Santiago    | Parque O'Higgins Circuit                          | 18 januari 2020  | Mitch Evans            | Oliver Rowland         | Maximilian Günther     | BMW i Andretti Motorsport       | Verslag |
| 4     | ePrix van Mexico-Stad | Autódromo Hermanos Rodríguez                      | 15 februari 2020 | André Lotterer         | Alexander Sims         | Mitch Evans            | Panasonic Jaguar Racing         | Verslag |
| 5     | ePrix van Marrakesh   | Circuit International Automobile Moulay El Hassan | 29 februari 2020 | António Félix da Costa | Pascal Wehrlein        | António Félix da Costa | DS Techeetah                    | Verslag |
| 6     | ePrix van Berlijn     | Tempelhof Airport Street Circuit                  | 5 augustus 2020  | António Félix da Costa | António Félix da Costa | António Félix da Costa | DS Techeetah                    | Verslag |
| 7     | ePrix van Berlijn     | Tempelhof Airport Street Circuit                  | 6 augustus 2020  | António Félix da Costa | Stoffel Vandoorne      | António Félix da Costa | DS Techeetah                    | Verslag |
| 8     | ePrix van Berlijn     | Tempelhof Airport Street Circuit                  | 8 augustus 2020  | Jean-Éric Vergne       | Mitch Evans            | Maximilian Günther     | BMW i Andretti Motorsport       | Verslag |
| 9     | ePrix van Berlijn     | Tempelhof Airport Street Circuit                  | 9 augustus 2020  | Jean-Éric Vergne       | Sam Bird               | Jean-Éric Vergne       | DS Techeetah                    | Verslag |
| 10    | ePrix van Berlijn     | Tempelhof Airport Street Circuit                  | 12 augustus 2020 | Oliver Rowland         | Lucas di Grassi        | Oliver Rowland         | Nissan e.dams                   | Verslag |
| 11    | ePrix van Berlijn     | Tempelhof Airport Street Circuit                  | 13 augustus 2020 | Stoffel Vandoorne      | Nico Müller            | Stoffel Vandoorne      | Mercedes-Benz EQ Formula E Team | Verslag |

Afgelaste races naar aanleiding van de coronapandemie
| Naam               | Circuit                           | Datum         |
| ------------------ | --------------------------------- | ------------- |
| ePrix van Sanya    | Haitang Bay Circuit               | 21 maart 2020 |
| ePrix van Rome     | Circuito cittadino dell'EUR       | 4 april 2020  |
| ePrix van Parijs   | Circuit des Invalides             | 18 april 2020 |
| ePrix van Seoel    | Seoul Street Circuit              | 3 mei 2020    |
| ePrix van Jakarta  | Jakarta National Monument Circuit | 6 juni 2020   |
| ePrix van New York | Brooklyn Street Circuit           | 11 juli 2020  |
| ePrix van Londen   | ExCeL London Circuit              | 25 juli 2020  |
| ePrix van Londen   | ExCeL London Circuit              | 26 juli 2020  |

## Kampioenschap
Punten worden toegekend aan de top 10 geklasseerde auto's
| Positie | 1e | 2e | 3e | 4e | 5e | 6e | 7e | 8e | 9e | 10e | K | Pole | SR |
| Punten  | 25 | 18 | 15 | 12 | 10 | 8  | 6  | 4  | 2  | 1   | 1 | 3    | 1  |

- Coureurs die een punt kregen voor de snelste tijd in hun kwalificatiegroep worden aangeduid met een ster.

† Coureur is niet gefinisht, maar wel geklasseerd omdat hij meer dan 90% van de raceafstand heeft afgelegd.

### Coureurs
| Pos | Coureur                | ADR | ADR | SAN | MEX | MAR | BER | BER | BER | BER | BER | BER | Punten |
| --- | ---------------------- | --- | --- | --- | --- | --- | --- | --- | --- | --- | --- | --- | ------ |
| 1   | António Félix da Costa | 14  | 10* | 2   | 2   | 1   | 1*  | 1   | 4   | 2   | DNF | 9   | 158    |
| 2   | Stoffel Vandoorne      | 3   | 3   | 6   | NC  | 15  | 6   | 5   | DNF | 12  | 9   | 1   | 87     |
| 3   | Jean-Éric Vergne       | DNF | 8   | DNF | 4   | 3   | NC  | 10  | 3*  | 1*  | 18  | 7   | 86     |
| 4   | Sébastien Buemi        | DNF | 12  | 13  | 3   | 4   | 7   | 2*  | 11  | 3   | 10  | 3*  | 84     |
| 5   | Oliver Rowland         | 4   | 5   | 17  | 7   | 9   | 14  | 7   | 6   | 5   | 1   | DNF | 83     |
| 6   | Lucas di Grassi        | 13  | 2   | 7   | 6   | 7   | 8   | 3   | 8   | 6   | 21  | 6   | 77     |
| 7   | Mitch Evans            | 10  | 17  | 3*  | 1*  | 6   | 13  | 12  | 9   | 7   | 7   | 11  | 71     |
| 8   | André Lotterer         | 2   | 14  | DSQ | DNF | 8   | 2   | 9   | 5   | 8   | 4   | 14  | 71     |
| 9   | Maximilian Günther     | 18  | 11  | 1   | 11  | 2*  | DSQ | DNF | 1   | DNF | DNF | 12  | 69     |
| 10  | Sam Bird               | 1*  | DNF | 10  | DNF | 10  | 3   | 6   | 13  | 11  | 20  | 5   | 63     |
| 11  | Nyck de Vries          | 6   | 16  | 5   | DNF | 11  | 4   | DNF | 18  | 4   | 14  | 2   | 60     |
| 12  | Robin Frijns           | 5   | DNF | 15  | DSQ | 12  | DNF | 4   | 2   | DNS | 2   | DNF | 58     |
| 13  | Alexander Sims         | 8   | 1   | DNF | 5   | DNF | 9   | 19  | 10  | 13  | 11  | 13  | 49     |
| 14  | Edoardo Mortara        | 7   | 4   | DNF | 8   | 5   | 17  | 8   | 14  | 14  | 8   | 10  | 41     |
| 15  | René Rast              |     |     |     |     |     | 10  | 13  | DNF | 16  | 3*  | 4   | 29     |
| 16  | Jérôme d'Ambrosio      | 9   | DNS | NC  | 10  | 13  | 5   | DSQ | 7   | 15  | 16  | 18  | 19     |
| 17  | Alex Lynn              |     |     |     |     |     | 12  | 11  | 17  | 9   | 5   | 8   | 16     |
| 18  | Pascal Wehrlein        | 11  | 15  | 4   | 9   | 22  |     |     |     |     |     |     | 14     |
| 19  | James Calado           | 16  | 7   | 8   | DSQ | 16  | 15  | 20  | DNF | 17  |     |     | 10     |
| 20  | Neel Jani              | 17  | 13  | DNF | 14  | 18  | 11  | 15  | DNF | 19  | 6   | 15  | 8      |
| 21  | Daniel Abt             | DNF | 6   | 14  | DNF | 14  | 18  | 16  | 15  | 18  | DNF | 20  | 8      |
| 22  | Felipe Massa           | 12  | 18  | 9   | DNF | 17  | DNF | NC  | 19  | 10  | 13  | 16  | 3      |
| 23  | Brendon Hartley        | 19  | 9   | DNF | 12  | 19  |     |     |     |     |     |     | 2      |
| 24  | Oliver Turvey          | 15  | DSQ | 11  | 13  | 21  | 16  | 18  | 16  | 22  | 19  | 21  | 0      |
| 25  | Nico Müller            | DNS | DNF | 12  | DNF | 20  | NC  | 14  | 12  | 20  | 17  | 22  | 0      |
| 26  | Tom Blomqvist          |     |     |     |     |     |     |     |     |     | 12  | 17  | 0      |
| 27  | Sérgio Sette Câmara    |     |     |     |     |     | DSQ | 17  | DNF | 21  | 15  | 19  | 0      |
| 28  | Ma Qing Hua            | 20  | 19  | 16  | DNF | 23  |     |     |     |     |     |     | 0      |
| Pos | Coureur                | ADR | ADR | SAN | MEX | MAR | BER | BER | BER | BER | BER | BER | Punten |

| Resultaat                     |
| ----------------------------- |
| Winnaar                       |
| Tweede plaats                 |
| Derde plaats                  |
| Gefinisht (punten)            |
| Gefinisht (geen punten)       |
| Niet geklasseerd (NC)         |
| Uitgevallen (DNF)             |
| Niet gekwalificeerd (DNQ)     |
| Gediskwalificeerd (DSQ)       |
| Niet gestart (DNS)            |
| Gewond (INJ)                  |
| Uitgesloten (EX)              |
| Teruggetrokken (WD)           |
| Niet deelgenomen (blanco cel) |
| vetgedrukt (pole position)    |
| cursief (snelste ronde)       |

### Teams
| Pos | Team                             | No. | ADR | ADR | SAN | MEX | MAR | BER | BER | BER | BER | BER | BER | Punten |
| --- | -------------------------------- | --- | --- | --- | --- | --- | --- | --- | --- | --- | --- | --- | --- | ------ |
| 1   | DS Techeetah                     | 13  | 14  | 10* | 2   | 2   | 1   | 1*  | 1   | 4   | 2   | DNF | 9   | 244    |
| 1   | DS Techeetah                     | 25  | DNF | 8   | DNF | 4   | 3   | NC  | 10  | 3*  | 1*  | 18  | 7   | 244    |
| 2   | Nissan e.dams                    | 22  | 4   | 5   | 17  | 7   | 9   | 14  | 7   | 6   | 5   | 1   | DNF | 167    |
| 2   | Nissan e.dams                    | 23  | DNF | 12  | 13  | 3   | 4   | 7   | 2*  | 11  | 3   | 10  | 3*  | 167    |
| 3   | Mercedes-Benz EQ Formula E Team  | 5   | 3   | 3   | 6   | NC  | 15  | 6   | 5   | DNF | 12  | 9   | 1   | 147    |
| 3   | Mercedes-Benz EQ Formula E Team  | 17  | 6   | 16  | 5   | DNF | 11  | 4   | DNF | 18  | 4   | 14  | 2   | 147    |
| 4   | Envision Virgin Racing           | 2   | 1*  | DNF | 10  | DNF | 10  | 3   | 6   | 13  | 11  | 20  | 5   | 121    |
| 4   | Envision Virgin Racing           | 4   | 5   | DNF | 15  | DSQ | 12  | DNF | 4   | 2   | DNS | 2   | DNF | 121    |
| 5   | BMW i Andretti Motorsport        | 27  | 8   | 1   | DNF | 5   | DNF | 9   | 19  | 10  | 13  | 11  | 13  | 118    |
| 5   | BMW i Andretti Motorsport        | 28  | 18  | 11  | 1   | 11  | 2*  | DSQ | DNF | 1   | DNF | DNF | 12  | 118    |
| 6   | Audi Sport ABT Schaeffler        | 11  | 13  | 2   | 7   | 6   | 7   | 8   | 3   | 8   | 6   | 21  | 6   | 114    |
| 6   | Audi Sport ABT Schaeffler        | 66  | DNF | 6   | 14  | DNF | 14  | 10  | 13  | DNF | 16  | 3*  | 4   | 114    |
| 7   | Panasonic Jaguar Racing          | 20  | 10  | 17  | 3*  | 1*  | 6   | 13  | 12  | 9   | 7   | 7   | 11  | 81     |
| 7   | Panasonic Jaguar Racing          | 51  | 16  | 7   | 8   | DSQ | 16  | 15  | 20  | DNF | 17  | 12  | 17  | 81     |
| 8   | TAG Heuer Porsche Formula E Team | 18  | 17  | 13  | DNF | 14  | 18  | 11  | 15  | DNF | 19  | 6   | 15  | 79     |
| 8   | TAG Heuer Porsche Formula E Team | 36  | 2   | 14  | DSQ | DNF | 8   | 2   | 9   | 5   | 8   | 4   | 14  | 79     |
| 9   | Mahindra Racing                  | 64  | 9   | DNS | NC  | 10  | 13  | 5   | DSQ | 7   | 15  | 16  | 18  | 49     |
| 9   | Mahindra Racing                  | 94  | 11  | 15  | 4   | 9   | 22  | 12  | 11  | 17  | 9   | 5   | 8   | 49     |
| 10  | ROKiT Venturi Racing             | 19  | 12  | 18  | 9   | DNF | 17  | DNF | NC  | 19  | 10  | 13  | 16  | 44     |
| 10  | ROKiT Venturi Racing             | 48  | 7   | 4   | DNF | 8   | 5   | 17  | 8   | 14  | 14  | 8   | 10  | 44     |
| 11  | GEOX Dragon                      | 6   | 19  | 9   | DNF | 12  | 19  | DSQ | 17  | DNF | 21  | 15  | 19  | 2      |
| 11  | GEOX Dragon                      | 7   | DNS | DNF | 12  | DNF | 20  | NC  | 14  | 12  | 20  | 17  | 22  | 2      |
| 12  | NIO 333 FE Team                  | 3   | 15  | DSQ | 11  | 13  | 21  | 16  | 18  | 16  | 22  | 19  | 21  | 0      |
| 12  | NIO 333 FE Team                  | 33  | 20  | 19  | 16  | DNF | 23  | 18  | 16  | 15  | 18  | DNF | 20  | 0      |
| Pos | Team                             | No. | ADR | ADR | SAN | MEX | MAR | BER | BER | BER | BER | BER | BER | Punten |

| Resultaat                     |
| ----------------------------- |
| Winnaar                       |
| Tweede plaats                 |
| Derde plaats                  |
| Gefinisht (punten)            |
| Gefinisht (geen punten)       |
| Niet geklasseerd (NC)         |
| Uitgevallen (DNF)             |
| Niet gekwalificeerd (DNQ)     |
| Gediskwalificeerd (DSQ)       |
| Niet gestart (DNS)            |
| Gewond (INJ)                  |
| Uitgesloten (EX)              |
| Teruggetrokken (WD)           |
| Niet deelgenomen (blanco cel) |
| vetgedrukt (pole position)    |
| cursief (snelste ronde)       |